# Kampania bractwa sanusijja w Egipcie
Kampania bractwa sanusijja w Egipcie – kampania I wojny światowej stoczona pomiędzy listopadem 1915 a lutym 1917 roku, prowadzona przez muzułmańskie bractwo sanusijja z inspiracji tureckiej przeciwko posiadłościom brytyjskim w północnej Afryce. Rebelia została stłumiona przez wojska brytyjskie i włoskie.

## Historia
W lecie 1915 roku wysłannicy Imperium Osmańskiego namówili głowę bractwa sanusijja, Ahmada Szarifa as-Sanusiego, na zaatakowanie Egiptu, ogłoszenie dżihadu i wzbudzenie powstania przeciw Brytyjczykom. Było to opłacalne dla państw centralnych ze względu na możliwość szybszego zajęcia Kanału Sueskiego.
Wszystkie trzy planowane przez bractwo kampanie okazały się porażką, a oczekiwane powstanie nie wybuchło. Klęska wymusiła zmiany w bractwie i władzę przejął bratanek przywódcy, Sajjid Muhammad Idris – przeciwnik walk z Wielką Brytanią. Dzięki swojej polityce zaskarbił sobie przychylność aliantów, dzięki pomocy których objął w późniejszym okresie tron Libii.